# 伊斯蘭前進軍–自由敘利亞軍衝突
伊斯蘭前進軍–自由敘利亞軍衝突是從2013年12月6日起進行的戰鬥，同屬敘利亞反對派的伊斯蘭前進軍（Islamic Front）和自由敘利亞軍爆發軍事衝突。
伊斯蘭前進軍（the Islamic Fornt）又可譯為伊斯蘭陣線。背後有土耳其及卡達的支持。

## 背景
伊斯蘭前進軍於2013年11月22日成立，共由七個民兵組織組成，屬於敘利亞反對派的部隊之一。12月，伊斯蘭前進軍宣布拒絕聽從自由敘利亞軍的指揮。

## 攻占巴艾哈瓦基地
12月7日，自由敘利亞軍（FSA）發言人Louay Meqdad表示前晚伊斯蘭前進軍闖入了敘土邊境的巴艾哈瓦（Bab al-Hawa），雖然FSA試圖撫平衝突，但是伊斯蘭前進軍要求FSA立即撤出基地，並將旗幟換成該團體旗幟，同時也奪取了FSA從土耳其帶來的武器。據報導衝突中至少五人陣亡。
12月10日，伊斯蘭前進軍包圍了巴艾哈瓦邊境管制站。兩天後，有消息傳出由於戰況不利，FSA最高指揮官薩利姆·伊德里斯離開當地指揮中心抵達卡達多哈。然而，FSA否認了此消息，並表示伊斯蘭前進軍已被命令前往看守為對抗伊斯蘭國所使用的倉庫。